# Мілдред Андерсон
Мі́лдред А́ндерсон (англ. Mildred Anderson) — американська блюзова, джазова і ритм-енд-блюзова співачка.

## Біографія
Співала у різних хорових гуртах, найвідоміших з яких був хор Антіохської баптистської церкви у Брукліні. Після закінчення середньої школи для дівчат у 1946 році, співала у нью-йоркських нічних клубах.
На початку музичної кар'єри співала з Альбертом Еммонсом і його гуртом His Rhythm Kings, 8 квітня 1946 року записавши разом пісню «Doin' the Boogie Woogie». Пізніше на початку 1950-х років почала працювати з органістом Біллом Доггеттом та його гуртом. Саме з Доггеттом у 1953 році вона записала пісню «No More In Life» (запис мав комерційний успіх і був проданий тиражем у 100 000 копій). У 1954 році приєдналась до гурту Хотліпс Пейджа з яким пропрацювала один рік. З Пейджом виступала у багатьох клубах Нью-Йорка, Філадельфії і Вашингтона.
Наприкінці 1950-х років почала виступати сольно. У 1960 році Андерсон записала два альбоми (Person to Person і No More In Life) на Bluesville Records, дочірньому лейблі Prestige, які вважаються найкращою роботою в її кар'єрі. У записі альбому Person to Person взяв участь гурт саксофоніста Едді «Локджо» Девіса з органісткою Ширлі Скотт. У другому альбомі No More in Life взяв участь тенор-саксофоніст Ел Сірс.

## Дискографія
Альбоми
- Person to Person (Bluesville, 1960)
- No More In Life (Bluesville, 1961)

Сингли
- «Connections»/«Person to Person» (Bluesville, 1960)